# Volkswagen Group MSB
Volkswagen Group MSB (Modularer Standardantriebsbaukasten) — автомобильная платформа немецкого автоконцерна Volkswagen Group для полноразмерных люксовых переднемоторных автомобилей с продольно расположенными двигателями и коробками передач и задним, либо полным (опционально) приводом. Первый автомобиль на платформе MSB — Porsche Panamera, дебютировавший в 2016 году. 

## MSB
Платформа MSB пришла на смену платформе D1 и той, на которой базировался 970 Porsche Panamera (G1).

### Модельный ряд
- Porsche Panamera (G2) (971, 2017—2024)
- Porsche Panamera (G3) (976, 2024 — настоящее время)
- Третье поколение Bentley Continental GT (Typ 3S, 2018—2024)
- Четвёртое поколение Bentley Continental GT (Typ 3S, 2024 — настоящее время)
- Третье поколение Bentley Flying Spur (Typ 3S, 2019 — настоящее время)

- Porsche Panamera 971
- Porsche Panamera Sport Turismo 971
- Porsche Panamera 976
- Третье поколение Bentley Continental GT
- Четвёртое поколение Bentley Continental GT
- Третье поколение Bentley Flying Spur

## J1
- Porsche Taycan (J1 Performance; 2019 — настоящее время)
- Audi e-tron GT (J1 Performance; 2020 — настоящее время)

- Porsche Taycan
- Audi e-tron GT